# Nyctennomos ungulata
Nyctennomos ungulata là một loài bướm đêm trong họ Noctuidae.